# Федерация футбола Американских Виргинских Островов
Федерация футбола Американских Виргинских Островов (англ. U.S. Virgin Islands Soccer Federation) — организация, осуществляющая контроль и управление футболом на Американских Виргинских Островах.
Федерация была основана в 1987 году и в этом же году вступила в КОНКАКАФ.  В 1998 году вступила в ФИФА.  Штаб-квартира Федерации расположена в городе Кристианстед на острове Санта-Крус.